# Murena szara
Murena szara, moringa szara (Gymnothorax griseus) – gatunek morskiej ryby węgorzokształtnej z rodziny murenowatych (Muraenidae), najczęstszy przedstawiciel tej rodziny w Morzu Czerwonym.

## Występowanie
Występuje w Morzu Czerwonym i na zachodnich brzegach Oceanu Indyjskiego. Zamieszkuje przybrzeżne laguny i zbocza rafowe o głębokości do 40 m. 

## Charakterystyka
Długość do 65 cm. Mięsożerna, wychodzi nocą, by polować na ryby, ośmiornice i kraby. Posiada mocne, ostre uzębienie służące jedynie do chwytania ofiary, która następnie jest połykana w całości (nie rozdrabniana). Podrażniona lub zaskoczona może ugryźć człowieka. Żyje najczęściej pojedynczo, osobniki młode tworzą grupy do 10 szt. Składa jednorazowo do 12000 jaj. Jest obojnakiem (hermafrodytą) synchronicznym (tj. samcem i samicą równocześnie). 